# Medi ambient (programa)
Medi ambient és un programa de televisió especialitzat en la informació ambiental del País Valencià, la conservació de la natura i els espais protegits. S'emet per Canal Nou Dos i està presentat per la periodista Xelo Miralles. Es va emetre per primera vegada el 1998 i continua en antena en l'actualitat.
La qualitat dels reportatges emesos li han valgut el reconeixement tant dels periodistes com d'alguns reportatges emessos. Així, el 2007 va rebre el Premi Rei Jaume I de periodisme, el 2009 el premi Fundació Biodiversitat, dependent del Ministeri de Medi Ambient i Medi Rural i Marí, pel reportatge "Per la pell del visó".